# Renate Wolter-Seevers
Renate Wolter-Seevers, geb. Wolter (* 18. Mai 1959; † 27. August 2022) war eine deutsche Tonmeisterin, die bei Radio Bremen tätig war. Sie wurde für ihre Produktionen sechsmal für einen Grammy Award nominiert und gewann den Grammy 2015 für die Produktion der Oper La descente d’Orphée aux enfers von Marc-Antoine Charpentier mit dem Boston Early Music Festival Chamber Ensemble & Vocal Ensemble unter Leitung von Paul O’Dette & Stephen Stubbs.

## Biografie
Renate Wolter-Seevers studierte an der Hochschule der Künste Berlin und schloss das Studium als Diplom-Tonmeisterin sowie Lehrerin für Tonsatz und Gehörbildung ab. 1982 kam sie als Absolventin zunächst aushilfsweise zu Radio Bremen und wurde dort später fest angestellt. Seitdem erarbeitete sie zahlreiche Aufnahmen von Werken klassischer Musik, die zu einem großen Teil veröffentlicht wurden.
Ab 2004 arbeitete sie mit dem Boston Early Music Festival und dessen Leiter Stephen Stubbs, ehemals Lautenprofessor an der Hochschule für Künste Bremen, zusammen und produzierte mit diesem und Radio Bremen mehrere Opern, die im Sendesaal Bremen aufgenommen wurden. Bei den Grammy Awards 2008 wurde die von ihr produzierte Oper Thésée von Jean-Baptiste Lully mit Howard Crook, Ellen Hargis, Laura Pudwell, Harry van der Kamp und dem Boston Early Music Festival Orchestra & Chorus unter Leitung von Paul O’Dette und Stephen Stubbs für den Grammy-Award für die beste Opernaufnahme nominiert. Bis 2020 folgten fünf weitere Nominierungen und 2015 gewann sie den Grammy für die Produktion der Oper La descente d’Orphée aux enfers von Marc-Antoine Charpentier mit dem Boston Early Music Festival Chamber Ensemble & Vocal Ensemble.
Am 27. August 2022 starb sie völlig überraschend.

## Familie
Wolter-Seevers war mit dem inzwischen pensionierten ehemaligen Leiter der Tonabteilung am Theater Bremen Dietrich Seevers verheiratet und Mutter zweier Kinder.

## Belege
1. ↑   kalkuliert aus Berit Böhme: Tonmeisterin Renate Wolter-Seevers erneut für den Grammy nominiert Radio Bremen Pressestelle, 21. Januar 2020; abgerufen am 24. Februar 2020. („Nominiert ist die 60-Jährige“)
2. ↑  Radio Bremen: https://www.bremenzwei.de/audios/nachruf-renate-wolter-seevers-100.html Wir trauern um Renate Wolter-Seevers; abgerufen am 31. August 2022.
3. 1 2 3 4 5  Berit Böhme: Tonmeisterin Renate Wolter-Seevers erneut für den Grammy nominiert Radio Bremen Pressestelle, 21. Januar 2020; abgerufen am 24. Februar 2020.
4. ↑  Die Datenbank discogs listet 107 Aufnahmen (Stand Februar 2020), bei denen Renate Wolter-Seevers für Produktion und Technik zuständig war: Renate Wolter-Seevers bei Discogs; abgerufen am 24. Februar 2020.
5. ↑  Boston Early Music Festival receives its sixth nomination for Best Opera Recording for the 2020 GRAMMY Awards. Boston Early Music Festival, Pressemitteilung vom 22. November 2018; abgerufen am 24. Februar 2020.
6. ↑  Grammy-Nominierung für Radio-Bremen-Produktion. Interview mit Renate Wolter-Seevers, Radio Bremen, 22. November 2019; abgerufen am 24. Februar 2020.
7. ↑  Ein Grammy geht nach Bremen Weser-Kurier, 9. Februar 2015; abgerufen am 24. Februar 2020.

| Personendaten    | Personendaten                                               |
| ---------------- | ----------------------------------------------------------- |
| NAME             | Wolter-Seevers, Renate                                      |
| KURZBESCHREIBUNG | deutsche Tonmeisterin und Musikproduzentin bei Radio Bremen |
| GEBURTSDATUM     | 18. Mai 1959                                                |
| STERBEDATUM      | 27. August 2022                                             |